# Casa Conventual dos Jesuítas
A Casa Conventual dos Jesuítas é uma construção histórica portuguesa cuja construção remonta ao século XVIII, localiza-se no povoado dos Toledos, concelho da Madalena do Pico, ilha do Pico, arquipélago dos Açores.
Esta construção, um misto de solar e de convento é composta por uma área de habitação e por uma adega com o seu respectivo lagar. A esta construção conventual acede-se por um imponente portão, denominado Portão do Sol que se abre para um amplo pátio rectangular.
Este portão encontra-se inserido num muro alto que faz união com a fachada lateral esquerda do edifício principal da habitação e com a empena da adega.
Este muro apresenta um remate em forma curva que se encontra encimado por enrolamentos. O portão encontra-se ladeado por duas pilastras que foram encimadas por dois pináculos, encontrando-se um de cada lado do portão. 
Este portão, bem como o muro de que faz parte foi edificado em alvenaria cuja pedra foi rebocada e caiada a cor branca.
Existem somente em pedra os enrolamentos, as pilastras, a moldura do portal e os ornamentos que o encimam.
A habitação apresenta uma planta em forma de "L", composta por dois pisos. A construção foi elaborada em alvenaria cuja pedra foi rebocada e caiada a cor branca. Os cunhais, o soco, as molduras dos vãos, a cornija e a faixa horizontal mantiveram a sua estrutura em pedra à vista e sem qualquer cor que não a da própria pedra. O telhado apresenta-se em duas e três águas sendo a telha de meia-cana tradicional dos Açores. 
Como tem dois andares o acesso ao piso superior faz-se por dois balcões, um deles apresentando um ângulo interno em forma de "L", como o edifício no seu todo, sendo que o outro segue ao longo de toda a fachada do pátio, apresentando um arco que dá acesso para o piso térreo.
Neste edifício existe uma cisterna de razoável dimensão que se encontra anexa, por encosto, ao balcão que forma o ângulo interno do "L".
Apresentando-se como anexos a este conjunto construtivo principal encontram-se dois edifícios de menos dimensão que se destinavam, uma a adega e o outro a abrigar o lagar. Ambos apresentam somente um só piso e são construídos em alvenaria de pedra.
Apresentam coberturas com duas águas em telha de meia-cana tradicional dos Açores, tal como o edifício principal, sendo que em algumas partes surgem telhas de cimento.